# Wiaczesław Kozłow
Wiaczesław Anatoljewicz Kozłow, ros. Вячеслав Анатольевич Козлов (ur. 3 maja 1972 w Woskriesiensku) – rosyjski hokeista, reprezentant Rosji. Trener hokejowy.
Jego szwagrem został inny hokeista Jewgienij Namiestnikow.

## Kariera zawodnicza
- Chimik Woskriesiensk (1987–1991)
- CSKA Moskwa (1991–1992)
- Detroit Red Wings (1991–2001)
  -  Adirondack Red Wings (1992–1994)
  -  CSKA Moskwa (1994–1995)
- Buffalo Sabres (2001–2002)
- Atlanta Thrashers (2002–2010)
  -  Chimik Woskriesiensk (2004–2005)
  -  Ak Bars Kazań (2004–2005)
- CSKA Moskwa (2010–2011)
- Saławat Jułajew Ufa (2011)
- Dinamo Moskwa (2011–2012)
- Spartak Moskwa (2012-2014)
- Atłant Mytiszczi (2014-2015)

Wychowanek Chimika Woskriesiensk. W drafcie NHL z 1990 został wybrany przez Detroit Red Wings w trzeciej rundzie draftu z 45 miejsca z rosyjskiego klubu CSKA Moskwa. Podczas lokautu NHL grał w rosyjskiej Superlidze. Jednak po jednym sezonie powrócił o NHL. Łącznie w tej lidze rozegrał 18 sezonów, a w nich 1321 meczów, w których uzyskał 941 punkty.
Po zakończeniu sezonu KHL (2011/2012) nie grał aż do końca grudnia, gdy został zawodnikiem Spartaka Moskwa. W barwach tego klubu zagrał 13 meczów, w których uzyskał 8 punktów. W marcu 2013 roku przedłużył kontrakt ze Spartakiem o rok. Od lipca 2014 zawodnik Atłanta Mytiszczi.
Wielokrotnie reprezentował swój kraj w międzynarodowych imprezach zarówno juniorskich oraz seniorskich. Uczestniczył w turniejach Canada Cup 1991, mistrzostw świata w 1991, 1994 i Pucharu Świata 1996.

## Kariera trenerska
- Spartak Moskwa (2015-2016), asystent trenera
- Chimik Woskriesiensk (2018-2019), główny trener
- Awangard Omsk (2019-2020), asystent trenera
- Kunlun Red Star (2020-2021), asystent trenera
- Dinamo Moskwa (2021-), asystent trenera

Od czerwca 2015 do października 2016 asystent trenera Spartaka Moskwa. W grudniu 2017 został szkoleniowcem macierzystego Chimika Woskriesiensk, a w kwietniu 2018 przedłużył umowę. Pracował tam do 2019. W sezonie KHL (2019/2020) był trenerem w sztabie Awangardu Omsk. W lipcu 2020 został pomocnikiem pierwszego szkoleniowca w sztabie chińskiego klubu Kunlun Red Star. W kwietniu 2021 wszedł do sztabu Dinama Moskwa.
W czerwcu 2025 został trenerem HK Soczi.

## Sukcesy
Reprezentacyjne
- Srebrny medal mistrzostw Europy juniorów do lat 18: 1990 z ZSRR
- Złoty medal mistrzostw świata juniorów do lat 18: 1989
- Srebrny medal mistrzostw świata juniorów do lat 18: 1990
- Brązowy medal mistrzostw świata juniorów do lat 20: 1991
- Brązowy medal mistrzostw świata: 1991

Klubowe
- Srebrny medal mistrzostw ZSRR: 1989 z Chimikiem Woskriesiensk
- Brązowy medal mistrzostw ZSRR: 1990 z Chimikiem Woskriesiensk
- Puchar Stanleya: 1997, 1998 z Detroit Red Wings
- Mistrzostwo dywizji NHL: 2007 z Atlanta Thrashers
- Złoty medal mistrzostw Rosji /  Puchar Gagarina: 2011 z Saławatem Jułajew Ufa, 2012 z Dinamem Moskwa

Indywidualne
- Nagroda dla najlepszego pierwszoroczniaka sezonu ligi radzieckiej 1989/1990
- Mistrzostwa Europy juniorów do lat 18 w hokeju na lodzie 1990:
  - Pierwsze miejsce w klasyfikacji strzelców turnieju: 9 goli
  - Drugie miejsce w klasyfikacji asystentów turnieju: 10 asyst
  - Pierwsze miejsce w klasyfikacji kanadyjskiej turnieju: 19 punktów
  - Skład gwiazd turnieju
  - Najlepszy napastnik turnieju[15]
- Dan Snyder Memorial Award – nagroda w ramach drużyny Atanta Thrashers: 2007
- KHL (2014/2015): Nagroda za Wierność Hokejowi